# Ouratea
Ouratea é um género botânico pertencente à família Ochnaceae. O gênero compreende as seguintes espécies:
- Ouratea floribunda, popularmente batiputá
- Ouratea jabotapita, popularmente batiputá-preto[1]
- Ouratea parviflora, popularmente batiputá-guatinga ou coração-de-bugre[1]
- Ouratea salicifolia, popularmente caju-bravo
- Ouratea vaccinoides, popularmente conhecido como angelim